# Gran Premio del Brasile 2018
Il Gran Premio del Brasile 2018 si è disputato domenica 11 novembre 2018 sul circuito di Interlagos, a San Paolo del Brasile, quale ventesima prova della stagione 2018 del campionato mondiale di Formula 1. La gara è stata vinta dal britannico Lewis Hamilton su Mercedes, al suo settantaduesimo successo nel mondiale. Hamilton ha preceduto all'arrivo l'olandese Max Verstappen su Red Bull Racing-TAG Heuer ed il finlandese Kimi Räikkönen su Ferrari.
Con questi risultati la Mercedes si è aggiudicata per la quinta volta consecutiva il mondiale costruttori.

## Vigilia

### Sviluppi futuri
Viene annunciato che, dal 2020, il campionato farà tappa, per la prima volta, in Vietnam, su un circuito disegnato sulle strade della capitale Hanoi.

### Analisi per il campionato costruttori
La Mercedes guida il campionato riservato ai costruttori, con 55 punti di vantaggio sulla Ferrari. La casa tedesca può vincere il suo quinto titolo costruttori se non perde più di 12 punti rispetto alla scuderia italiana. Lewis Hamilton si è già aggiudicato il titolo riservato ai piloti e il trofeo Pole FIA.

### Aspetti tecnici
Per questa gara la Pirelli, fornitrice unica degli pneumatici, porta gomme di mescola supermorbida, morbida e media.
La Federazione indica due zone per l'attivazione del DRS: la prima zona è fissata sulla Reta Oposta (tra le curve 3 e 4), con rilevazione del distacco fra piloti posto alla S do Senna (curva 2); l'altra zona è posta sul rettilineo d'arrivo e il detection point è stabilito dopo la curva 13.
In attesa che la FIA decida, in via definitiva, sulla legalità dei cerchi forati, la Mercedes decide di non proporre questa soluzione nemmeno in questa gara.
La Federazione introduce, da questa gara, un sistema di valutazione della gravità degli incidenti. Il sistema si basa su un controllo telemetrico della monoposto, che invia autonomamente i dati alla direzione di gara.
Sulla Red Bull Racing di Daniel Ricciardo viene sostituito il turbo. Ciò comporta una penalizzazione di cinque posizioni in griglia di partenza. La rottura è avvenuta al momento del ritiro del pilota australiano nel precedente Gran Premio del Messico, quando, a causa delle fiamme che si stavano propagando dalla power unit, un commissario di pista utilizzò l'estintore; la schiuma danneggiò irreparabilmente la componente poi sostituita.

### Aspetti sportivi
Daniel Ricciardo, al termine del Gran Premio del Messico, aveva ipotizzato di non partecipare alle ultime due gare della stagione con la Red Bull Racing, deluso dalle prestazioni della monoposto. L'australiano ha successivamente confermato la sua partecipazione.
L'ex pilota di F1 Emanuele Pirro è nominato quale commissario aggiunto per la gara. L'italiano ha svolto in passato, in diverse occasioni, tale funzione, l'ultima al Gran Premio di Russia.
Nicholas Latifi ha preso il posto di Sergio Pérez alla Force India, Lando Norris quello di Fernando Alonso alla McLaren e Antonio Giovinazzi quello di Marcus Ericsson alla Sauber, nel corso della prima sessione di prove libere del venerdì.

## Prove

### Resoconto
Max Verstappen è risultato il più rapido della prima sessione di prove. Il pilota della Red Bull Racing ha preceduto per pochi millesimi sia Sebastian Vettel che Lewis Hamilton. Quest'ultimo ha preferito scaldare le gomme supersoft per due giri, avendo una vettura che presenta una certa difficoltà a mandare in temperatura gli pneumatici. I tre compagni di scuderia dei primi tre sono risultati più staccati dal tempo dell'olandese, con Ricciardo, quarto, staccato di quasi quattro decimi dal tempo del suo compagno di team. Kimi Räikkönen ha preferito concentrarsi sull'uso delle gomme soft, mentre Valtteri Bottas ha avuto dei problemi tecnici alla power unit.
Nella seconda sessione i primi due posti della classifica dei tempi sono monopolizzati dai due piloti della Mercedes, con Bottas che batte per soli tre millesimi Hamilton. Anche Vettel, terzo, è separato di pochi millesimi dal tempo del primo; il tedesco della Ferrari si è maggiormente impegnato nella ricerca del miglior settaggio per la gara. Al quarto e quinto posto si sono posizionate le Red Bull (con Verstappen non perfetto nel suo tentativo veloce), mentre Räikkönen ha chiuso col sesto tempo. Nelle tre posizioni successive si sono piazzati altri piloti su vetture motorizzate dalla Ferrari.
La sessione è stata interrotta, dopo circa dieci minuti dall'inizio, per un'uscita di pista di Nico Hülkenberg alla curva 13. Il tedesco, arrivato lungo, ha fatto strisciare il fondo della sua Renault sul cordolo della curva, perdendo così il controllo della monoposto. Al termine della prima giornata di prove libere la Force India decide di sostituire il cambio sulla vettura di Esteban Ocon, che così verrà penalizzato di cinque posizioni sulla griglia di partenza.
Nella sessione del sabato mattina Vettel ottiene il nuovo record del tracciato, in 1'07"948, essendo anche l'unico pilota a scendere sotto il minuto e 8 secondi sul giro. Dietro al tedesco si sono classificate le due Mercedes, con Hamilton che ha anche subito dei problemi nel condotto dell'olio del motore. Le vetture tedesche hanno un maggior carico aerodinamico rispetto a quelle italiane, e presentano uno sfogo d'aria per il motore sulla pinna del cofano. Al quarto posto ha chiuso Kimi Räikkönen, che ha preceduto le due Red Bull.

### Risultati
Nella prima sessione del venerdì si è avuta questa situazione:
| Pos | Nº | Pilota           | Costruttore               | Tempo    | Gap    | Giri |
| --- | -- | ---------------- | ------------------------- | -------- | ------ | ---- |
| 1   | 33 | Max Verstappen   | Red Bull Racing-TAG Heuer | 1'09"011 |        | 16   |
| 2   | 5  | Sebastian Vettel | Ferrari                   | 1'09"060 | +0"049 | 20   |
| 3   | 44 | Lewis Hamilton   | Mercedes                  | 1'09"107 | +0"096 | 28   |

Nella seconda sessione del venerdì si è avuta questa situazione:
| Pos | Nº | Pilota           | Costruttore | Tempo    | Gap    | Giri |
| --- | -- | ---------------- | ----------- | -------- | ------ | ---- |
| 1   | 77 | Valtteri Bottas  | Mercedes    | 1'08"846 |        | 48   |
| 2   | 44 | Lewis Hamilton   | Mercedes    | 1'08"849 | +0"003 | 43   |
| 3   | 5  | Sebastian Vettel | Ferrari     | 1'08"919 | +0"073 | 42   |

Nella sessione del sabato mattina si è avuta questa situazione:
| Pos | Nº | Pilota           | Costruttore | Tempo    | Gap    | Giri |
| --- | -- | ---------------- | ----------- | -------- | ------ | ---- |
| 1   | 5  | Sebastian Vettel | Ferrari     | 1'07"948 |        | 17   |
| 2   | 44 | Lewis Hamilton   | Mercedes    | 1'08"165 | +0"217 | 15   |
| 3   | 77 | Valtteri Bottas  | Mercedes    | 1'08"465 | +0"517 | 23   |

## Qualifiche

### Resoconto
Nella prima fase delle qualifiche si pone al comando Max Verstappen, davanti alle due Ferrari, accreditate dello stesso tempo, che precedono, a loro volta, le due Mercedes. Dopo pochi minuti, però, la pioggia fa la sua apparizione sul tracciato brasiliano. Charles Leclerc va in testa coda, ma sa anche cogliere l'ottavo tempo, mentre Kevin Magnussen è capace di scalare quinto, davanti a Daniel Ricciardo. La pioggia rimane ai bordi della zona in cui sorge il circuito; vi sono comunque degli errori di guida per Stoffel Vandoorne e Carlos Sainz Jr.. Al termine della Q1 sono eliminati Sainz Jr., Brendon Hartley, Fernando Alonso, Lance Stroll e Vandoorne.
La minaccia della pioggia è ancora presente in Q2, coi piloti che optano per le supersoft eccetto Raikkonen che monta gomme soft: la scelta delle gomme in questa fase determina anche il tipo di mescola da utilizzare alla partenza della gara, per cui anche Vettel rientra ai box per passare alla gomme soft. Dopo il miglior tempo di Marcus Ericsson, si porta al comando Verstappen, prima che Valtteri Bottas faccia segnare il nuovo record della pista. Le due Ferrari scalano al secondo e quarto posto, con Sebastian Vettel e Kimi Räikkönen rispettivamente, mentre le due Red Bull provano a seguire la strategia delle Ferrari fermandosi ai box e facendo un nuovo tentativo cronometrato con gomme soft, ma non riescono a migliorare il tempo già fatto segnare in precedenza con le supersoft. Hamilton rischia un incidente con Sirotkin, che successivamente viene in parte rallentato anche da Bottas. I commissari decidono di non prendere provvedimenti nei confronti del pilota britannico. Nel corso della sessione Vettel, rientrato ai box per il cambio gomme, viene chiamato alla verifica del peso da parte dei commissari. La chiamata arriva in una fase concitata delle qualifiche, in cui il tedesco si trova ancora senza alcun tempo cronometrato e con la minaccia incombente della pioggia: nel tentativo di velocizzare le operazioni, il pilota non rispetta la procedura prevista, abbatte il birillo che impone la fermata prima della pesa e riavvia poi la vettura, al termine dell'operazione, senza essere spinto dai commissari. Per tale comportamento è sanzionato con una multa da 25 000 euro.
Prima che la pioggia renda impossibile abbassare ancora i tempi, Magnussen è capace di migliorare il suo tempo, senza però poter scalare nella top 10. Al contrario, Leclerc prova un ultimo tentativo e riesce a portare la sua Sauber in 8ª posizione. Le Mercedes e le Red Bull, non potendo più far segnare tempi con gomme soft, dovranno partire con gomme supersoft. Non ammessi alla fase finale sono Magnussen, le due Force India, Nico Hülkenberg e Sirotkin.
In Q3 i primi tempi di riferimento sono fatti segnare dalle due Sauber, battuti da Räikkönen e poi da Vettel. Bottas è capace di posizionarsi tra le due Ferrari, prima che il compagno di team, Hamilton, faccia segnare il miglior tempo. L'inglese è il solo che si migliora col secondo tentativo, conquistando l'ottantaduesima pole position nel mondiale. Per la Mercedes è la centesima partenza al palo come costruttore.

### Risultati
Nella sessione di qualifica si è avuta questa situazione:
| Pos                         | Nº | Pilota            | Costruttore               | Q1       | Q2       | Q3       | Griglia |
| --------------------------- | -- | ----------------- | ------------------------- | -------- | -------- | -------- | ------- |
| 1                           | 44 | Lewis Hamilton    | Mercedes                  | 1'08"464 | 1'07"795 | 1'07"281 | 1       |
| 2                           | 5  | Sebastian Vettel  | Ferrari                   | 1'08"452 | 1'07"776 | 1'07"374 | 2       |
| 3                           | 77 | Valtteri Bottas   | Mercedes                  | 1'08"492 | 1'07"727 | 1'07"441 | 3       |
| 4                           | 7  | Kimi Räikkönen    | Ferrari                   | 1'08"452 | 1'08"028 | 1'07"456 | 4       |
| 5                           | 33 | Max Verstappen    | Red Bull Racing-TAG Heuer | 1'08"205 | 1'08"017 | 1'07"778 | 5       |
| 6                           | 3  | Daniel Ricciardo  | Red Bull Racing-TAG Heuer | 1'08"544 | 1'08"055 | 1'07"780 | 11      |
| 7                           | 9  | Marcus Ericsson   | Sauber-Ferrari            | 1'08"754 | 1'08"579 | 1'08"296 | 6       |
| 8                           | 16 | Charles Leclerc   | Sauber-Ferrari            | 1'08"667 | 1'08"335 | 1'08"492 | 7       |
| 9                           | 8  | Romain Grosjean   | Haas-Ferrari              | 1'08"735 | 1'08"239 | 1'08"517 | 8       |
| 10                          | 10 | Pierre Gasly      | Scuderia Toro Rosso-Honda | 1'09"046 | 1'08"616 | 1'09"029 | 9       |
| 11                          | 20 | Kevin Magnussen   | Haas-Ferrari              | 1'08"474 | 1'08"659 | N.D.     | 10      |
| 12                          | 11 | Sergio Pérez      | Force India-Mercedes      | 1'09"217 | 1'08"741 | N.D.     | 12      |
| 13                          | 31 | Esteban Ocon      | Force India-Mercedes      | 1'09"264 | 1'08"770 | N.D.     | 18      |
| 14                          | 27 | Nico Hülkenberg   | Renault                   | 1'09"009 | 1'08"834 | N.D.     | 13      |
| 15                          | 35 | Sergej Sirotkin   | Williams-Mercedes         | 1'09"259 | 1'10"381 | N.D.     | 14      |
| 16                          | 55 | Carlos Sainz Jr.  | Renault                   | 1'09"269 | N.D.     | N.D.     | 15      |
| 17                          | 28 | Brendon Hartley   | Scuderia Toro Rosso-Honda | 1'09"280 | N.D.     | N.D.     | 16      |
| 18                          | 14 | Fernando Alonso   | McLaren-Renault           | 1'09"402 | N.D.     | N.D.     | 17      |
| 19                          | 18 | Lance Stroll      | Williams-Mercedes         | 1'09"441 | N.D.     | N.D.     | 19      |
| 20                          | 2  | Stoffel Vandoorne | McLaren-Renault           | 1'09"601 | N.D.     | N.D.     | 20      |
| Tempo limite 107%: 1'12"979 |    |                   |                           |          |          |          |         |

In grassetto sono indicate le migliori prestazioni in Q1, Q2 e Q3.

## Gara

### Resoconto
Lewis Hamilton mantiene il comando della gara al via, davanti al compagno di scuderia Valtteri Bottas, che precede i due piloti della Ferrari, Sebastian Vettel e Kimi Räikkönen, che si difende dall'attacco di Max Verstappen. L'olandese della Red Bull sorpassa i due piloti della scuderia italiana tra il secondo e il terzo giro, sfruttando la maggior velocità delle gomme supersoft, rispetto alle soft montate dai ferraristi. Al quarto giro Vettel è autore di un errore di guida che consente anche a Räikkönen di passarlo.
Al giro 5 Daniel Ricciardo, partito undicesimo, è già sesto, dopo il sorpasso a Charles Leclerc; Verstappen prosegue la sua rimonta e si piazza al secondo posto, dopo aver sorpassato Bottas al nono passaggio. Il pilota della Mercedes deve difendersi dagli attacchi del connazionale Räikkönen, riuscendoci fino al cambio gomme, al giro 18; Bottas passa alle mescole medie. Il giro seguente anche Hamilton si ferma ai box per montare, anch'egli, gomme di mescola media.
Al comando si ritrova Verstappen, davanti alle due Ferrari, poi Ricciardo, Leclerc e Hamilton. Al ventitreesimo giro il neocampione del mondo passa il monegasco, alla S do Senna. Vettel attende il giro 27 per montare gomme medie: il tedesco rientra in gara nono. Al ventinovesimo giro Bottas passa Romain Grosjean per il sesto posto. Grosjean e il compagno di team Kevin Magnussen sono passati anche da Vettel.
Räikkönen effettua la sosta al trentunesimo giro, tornando in pista settimo, dietro a Vettel. Il tedesco, incapace di passare Bottas, cede poi la posizione al compagno di team. Al trentacinquesimo giro Verstappen effettua il suo pit stop: al comando si trova Daniel Ricciardo, che precede Hamilton, Verstappen, Bottas, Räikkönen e Vettel. Al trentanovesimo passaggio Ricciardo effettua il suo cambio gomme, optando per le soft. Nello stesso giro Verstappen passa a condurre la gara, grazie al sorpasso su Lewis Hamilton.
Ricciardo cerca di passare Vettel, mentre Räikkönen mette pressione a Bottas. Al giro 42 Verstappen subisce un tentativo di sorpasso da parte di Esteban Ocon, doppiato. I due vanno a contatto alla seconda curva, con l'olandese che va in testacoda e danneggia la sua monoposto. Hamilton passa di nuovo al comando. Nel frattempo Räikkönen ha passato Bottas, e si porta al terzo posto. La direzione di gara infligge a Ocon uno stop and go di dieci secondi. Al giro 46 Ricciardo ha la meglio su Vettel, e diventa quinto.
Al giro 53 Sebastian Vettel effettua la sua seconda sosta, per montare gomme supersoft. Il tedesco rientra in gara alle spalle di Leclerc, che però passa al giro 58, tornando sesto. Al giro seguente Ricciardo prende la quarta posizione, dopo aver superato Bottas alla prima curva. Il finlandese effettua subito la sua seconda sosta.
Nei giri finali Hamilton sembra cedere qualche decimo a Verstappen, venendo anche rallentato da qualche doppiaggio, mentre Ricciardo si avvicina a Räikkönen. La classifica rimane invariata, con la vittoria di Lewis Hamilton. La Mercedes si aggiudica il quinto titolo consecutivo riservato ai costruttori, mentre Kimi Räikkönen conquista il suo 103º ed ultimo podio in F1.

### Risultati
I risultati del Gran Premio sono i seguenti:
| Pos | Nº | Pilota            | Costruttore               | Giri | Tempo/Ritiro                | Griglia | Punti |
| --- | -- | ----------------- | ------------------------- | ---- | --------------------------- | ------- | ----- |
| 1   | 44 | Lewis Hamilton    | Mercedes                  | 71   | 1h27'09"066                 | 1       | 25    |
| 2   | 33 | Max Verstappen    | Red Bull Racing-TAG Heuer | 71   | +1"469                      | 5       | 18    |
| 3   | 7  | Kimi Räikkönen    | Ferrari                   | 71   | +4"764                      | 4       | 15    |
| 4   | 3  | Daniel Ricciardo  | Red Bull Racing-TAG Heuer | 71   | +5"193                      | 11      | 12    |
| 5   | 77 | Valtteri Bottas   | Mercedes                  | 71   | +22"943                     | 3       | 10    |
| 6   | 5  | Sebastian Vettel  | Ferrari                   | 71   | +26"997                     | 2       | 8     |
| 7   | 16 | Charles Leclerc   | Sauber-Ferrari            | 71   | +44"199                     | 7       | 6     |
| 8   | 8  | Romain Grosjean   | Haas-Ferrari              | 71   | +51"230                     | 8       | 4     |
| 9   | 20 | Kevin Magnussen   | Haas-Ferrari              | 71   | +52"857                     | 10      | 2     |
| 10  | 11 | Sergio Pérez      | Force India-Mercedes      | 70   | +1 giro                     | 12      | 1     |
| 11  | 28 | Brendon Hartley   | Scuderia Toro Rosso-Honda | 70   | +1 giro                     | 16      |       |
| 12  | 55 | Carlos Sainz Jr.  | Renault                   | 70   | +1 giro                     | 15      |       |
| 13  | 10 | Pierre Gasly      | Scuderia Toro Rosso-Honda | 70   | +1 giro                     | 9       |       |
| 14  | 31 | Esteban Ocon      | Force India-Mercedes      | 70   | +1 giro                     | 18      |       |
| 15  | 2  | Stoffel Vandoorne | McLaren-Renault           | 70   | +1 giro                     | 20      |       |
| 16  | 35 | Sergej Sirotkin   | Williams-Mercedes         | 69   | +2 giri                     | 14      |       |
| 17  | 14 | Fernando Alonso   | McLaren-Renault           | 69   | +2 giri                     | 17      |       |
| 18  | 18 | Lance Stroll      | Williams-Mercedes         | 69   | +2 giri                     | 19      |       |
| Rit | 27 | Nico Hülkenberg   | Renault                   | 32   | Surriscaldamento del motore | 13      |       |
| Rit | 9  | Marcus Ericsson   | Sauber-Ferrari            | 20   | Tenuta di strada            | 6       |       |

## Classifiche mondiali

### Piloti
| Pos | Pilota            | Punti |
| --- | ----------------- | ----- |
| 1   | Lewis Hamilton    | 383   |
| 2   | Sebastian Vettel  | 302   |
| 3   | Kimi Räikkönen    | 251   |
| 4   | Valtteri Bottas   | 237   |
| 5   | Max Verstappen    | 234   |
| 6   | Daniel Ricciardo  | 158   |
| 7   | Nico Hülkenberg   | 69    |
| 8   | Sergio Pérez      | 58    |
| 9   | Kevin Magnussen   | 55    |
| 10  | Fernando Alonso   | 50    |
| 11  | Esteban Ocon      | 49    |
| 12  | Carlos Sainz Jr.  | 45    |
| 13  | Romain Grosjean   | 35    |
| 14  | Charles Leclerc   | 33    |
| 15  | Pierre Gasly      | 29    |
| 16  | Stoffel Vandoorne | 12    |
| 17  | Marcus Ericsson   | 9     |
| 18  | Lance Stroll      | 6     |
| 19  | Brendon Hartley   | 4     |
| 20  | Sergej Sirotkin   | 1     |

### Costruttori
| Pos | Costruttore               | Punti |
| --- | ------------------------- | ----- |
| 1   | Mercedes                  | 620   |
| 2   | Ferrari                   | 553   |
| 3   | Red Bull Racing-TAG Heuer | 392   |
| 4   | Renault                   | 114   |
| 5   | Haas-Ferrari              | 90    |
| 6   | McLaren-Renault           | 62    |
| 7   | Force India-Mercedes      | 48    |
| 8   | Sauber-Ferrari            | 42    |
| 9   | Scuderia Toro Rosso-Honda | 33    |
| 10  | Williams-Mercedes         | 7     |

## Polemiche dopo la gara
Al termine della gara, Max Verstappen, in testa al gran premio fino all'incidente con Esteban Ocon, ha pesantemente criticato il comportamento del collega nelle interviste post-gara. L'olandese, nel corso delle operazioni di controllo del peso, ha anche spintonato il pilota della Force India, il quale è stato penalizzato di tre punti dalla Superlicenza. Per tale ragione è stato condannato a due giorni di servizio sociale presso la Federazione Internazionale dell'Automobile. Il tentativo di sorpasso è stato giustificato da Ocon, col fatto che il francese, pur se doppiato, risultava più veloce di Verstappen, avendo effettuato da poco il cambio gomme.